# إليانور ميلارد
إليانور ميلارد (بالإنجليزية: Eleanor Millard)‏ (4 مارس 1942 في كندا)؛ كاتِبة وروائية كندية.